# Aviotehase PN-3
Aviotehase PN-3 (v estonštině často přezdívaný Isamaa Päästja - „zachránce vlasti“) byl estonský dvoumístný cvičný letoun vyrobený dílnami Aviotehase na letišti Lasnamägi u Tallinnu v letech 1937-1939.

## Vývoj
Letoun dohotovený v lednu 1939 zalétal v místě jeho vzniku por. Peeter Olt. PN-3 (trupové č. 160) poté procházel vojenskými testy a po zabrání Estonska sovětským vojskem byl v září 1940 přelétnut z letiště Jägala přes Rigu do SSSR.
Nevyzbrojený prototyp měl smíšenou konstrukci. Trup byl svařen z ocelových trubek, potažený až za přední kabinu odnímatelnými duralovými panely, zbytek měl plátěný potah. Křídlo bylo celodřevěné, podvozek pevný kapotovaný. Dvanáctiválcový vidlicový motor Rolls-Royce Kestrel XI roztáčel třílistou stavitelnou vrtuli.

## Specifikace
Údaje dle

### Technické údaje
- Posádka: 2
- Rozpětí: 10,60 m
- Délka: 9,00 m
- Výška: 3,20 m
- Pohonná jednotka: 1 × vidlicový dvanáctiválec Rolls-Royce Kestrel XI
- Výkon motoru: 419 kW

### Výkony
- Maximální rychlost v 4000 m: 395 km/h
- Výstup na 4000 m: 9,75 min
- Výstup na 5000 m: 11,40 min